# Channel-Islands-Nationalpark
Der Channel-Islands-Nationalpark ist ein Nationalpark, der sich im Pazifischen Ozean auf den Channel Islands befindet, einer Inselgruppe vor der Küste des südlichen Kaliforniens. Fünf der insgesamt acht Inseln gehören zum Nationalpark.
Der Park schließt eine Wasserfläche des Pazifiks von sechs Seemeilen rund um die Inseln ein. Die Hälfte der Gesamtfläche von 1009,10 Quadratkilometer liegt unter Wasser.
Vom Plankton über Delfine, kalifornische Pelikane, Kormorane, Seelöwen, Möwen bis zu Blauwalen sind über 2000 Pflanzen und Tiere im Park beheimatet. Davon sind 145 Arten, wie z. B. die Echsenart Sceloporus occidentalis becki oder die Flechtenart Caloplaca obamae endemisch.
Die Parkverwaltung unterhält zwei Besucherzentren auf dem Festland in Ventura und Santa Barbara und zwei kleine sogenannte Besucherkontaktstationen auf Santa Barbara Island und Anacapa Island. Der Zugang zu den Inseln wird von Rangern, die im Besucherzentrum Genehmigungen zur Besichtigung erteilen, reguliert.

## Geschichte
Bis ins frühe 20. Jahrhundert lebten Chumash-Indianer auf den Inseln. Die archäologischen Funde reichen 10.000 Jahre zurück. Am 5. März 1980 wurden die Inseln in den Rang eines Nationalparks erhoben.

## Der Insel-Graufuchs
Ein Beispiel einer nur auf den Kanalinseln vorkommenden Tierart ist der Insel-Graufuchs. Er lebt auf sechs der acht Kanalinseln und ist eine endemische Fuchsart, die vom Graufuchs abstammt. Aufgrund der hier eingetretenen Inselverzwergung zählt diese Art zu den kleinsten Füchsen der Welt und ist wenig größer als eine Hauskatze. Fünf der Inseln, auf denen er heimisch ist, gehören zu dem Nationalpark.
Der Insel-Graufuchs gilt als stark gefährdet und ist seit 2004 durch amerikanische Bundesgesetze geschützt. Zu seinem Populationsniedergang trugen eine Reihe von Faktoren bei, die alle infolge von durch Menschen erzwungene Habitatveränderungen eingetreten sind. Dazu gehört, dass Haustiere auf den Inseln verwilderten und die Nahrungsgrundlage der Füchse zerstörten, der hier heimische Weißkopfseeadler aufgrund der DDT-Belastung seit den 1960er-Jahren stark zurückging und stattdessen sich hier der Steinadler ansiedelte, zu dessen Beutespektrum unter anderem auch der Insel-Graufuchs gehörte. Ab 2002 wurden Weißkopfseeadler auf den Inseln ausgewildert, 2006 brüteten sie wieder im Nationalpark.

## Inseln
- Santa Barbara
- Anacapa
- Santa Cruz
- Santa Rosa
- San Miguel